# بات ها-ليفي
بات ها ليفي ( القرن الثاني عشر ) ، عالمة يهودية عراقية . كانت تُلقي دروسًا للطلاب الذكور ، وحظيت بمكانة مرموقة كامرأة يهودية في العراق في القرن الثاني عشر . 
اسمها غير معروف ، وهي معروفة باسم بات ها ليفي ، بمعنى " ابنة اللاوي " . كانت الطفلة الوحيدة للحاخام صموئيل بن علي ( صموئيل ها ليفي بن الدستور ، ت . 1194 ) ، جيون بغداد .   في الشرق الأوسط في العصور الوسطى ، كان التعليم منخفضًا عادةً بالنسبة للنساء اليهوديات ، لكن بات ها ليفي كانت استثناءً مشهورًا . [  كانت نشطة كمعلمة وأعطت دروسًا لطلاب والدها الذكور من النافذة ، مع استماع طلابها من الفناء أدناه . كان هذا الترتيب يهدف إلى الحفاظ على حيائها وكذلك منع الطلاب من الانحراف . 
يُعتقد أن قصيدة رثاء كتبها ر . إليعازار بن يعقوب ها-بابلي ( حوالي 1195-1250 ) تصف فضائل وحكمة بات ها-ليفي . 
وقد تم الإبلاغ عن أنشطتها في مذكرات السفر في العصور الوسطى بيتاشيا من ريغنسبورغ .
تزوجت من أحد طلاب أبيها ، زكريا بن برخائيل ، الذي توفي قبل وفاة أبيها .